# Papoušek kouřový
Papoušek kouřový (Polytelis anthopeplus), též papoušek horský, je druh papouška endemický k jihovýchodní části Austrálie a Jihozápadní části Austrálie. Je jedním ze tří zástupců rodu Polytelis.

## Rozlišovací znaky
Jedná se o středně velkého papouška žijícího na území Austrálie.
Samec se samicí mají několik společných znaků, růžový až červený zobák, křídla mají černý a červený pruh, ocas mají tmavý. Samec je převážně žlutý, červené skvrny na křídlech jsou výraznější než u samice, samice je oproti samci méně výrazná, její zbarvení je zelené, ocas je více do modra. Do jednoho roka života se samec podobá barevně samici a až po roce a půl se přebarví do žluta.

## Výskyt v přírodě
Tento papoušek žije volně na území Austrálie, kde žije v párech, ale i hejnech, je považován za jednoho z nejlepších letců tohoto kontinentu. Zdržuje se v lesích nebo křovinatém terénu a s rozvojem zemědělství se vyskytují i na polích, kde páchají škody místním zemědělcům, při hledání potravy je velice tichý. Hnízdí v dutinách stromů, které jsou hluboké 4 až 5 metrů, hnízdění probíhá od srpna do ledna.

## Chov
Tento papoušek není vhodný do malých klecí nebo pokojových voliér, velice rád se proletuje, voliéra by měla být vždy delší než vyšší.
Tento papoušek je velice klidný a aktivní je jen brzo ráno a večer, přes den se jeví malátně. Díky své otužilosti může být celý rok venku, avšak je nutné zajistit aby mu nepromrzly nožičky a aby měl možnost se někam schovat před nepřízní počasí. Tito ptáci se dožívají 15 až 20 let.

## Hnízdění
V našich podmínkách probíhá hnízdění v dubnu a květnu, někdy se stane že zahnízdí i dvakrát. V našich chovech se papoušci spokojí s budkou o průměru 35–40 cm a výšce 70 cm, vletový otvor by měl být o rozměru 7 až 8 cm, větší budka není na škodu, ale menší je již nevyhovující. Protože si papoušci hnízdo nepletou dává se jim na dno budky směs rašeliny a hoblin (tato směs by měla být v období hnízdění lehce vlhká). Snůška čítá 3 až 6 vajec, doba inkubace se pohybuje v rozmezí 21 až 23 dní, mláďata vylétají z budky ve stáří 5 týdnů. Ptáky můžeme nechat hnízdit až ve stáří dvou let. Mláďata jsou po vylétnutí podobná matce, po půl roce se plně vybarví.